# Teucholabis (Teucholabis) subinulta
Teucholabis (Teucholabis) subinulta is een tweevleugelige uit de familie steltmuggen (Limoniidae). De soort komt voor in het Neotropisch gebied.